# Liste der örtlichen Gliederungen des Deutschen Marinebunds
Die Liste der örtlichen Gliederungen des Deutschen Marinebunds (DMB) enthält die in 16 Landesverbänden organisierten örtlichen Marinekameradschaften und -vereine sowie die Stützpunkte des Marine-Regatta-Vereins, örtliche Shanty-Chöre und einige besondere Gemeinschaften, die dem Deutschen Marinebund korporativ angehören.
Mitglieder der örtlichen Gliederungen und sonstigen Gruppierungen sind überwiegend auch persönliche Mitglieder des DMB. Hinzu kommen Einzelmitglieder (als Einzelfahrer bezeichnet), die jedoch keiner örtlichen Gliederung angehören.

## Marinekameradschaften und -vereine

### Landesverband Baden-Württemberg
| Name                                        | Namenszusatz | gegründet | Mitglieder | Website                                       | Bemerkungen |
| ------------------------------------------- | ------------ | --------- | ---------- | --------------------------------------------- | --- |
| Marinekameradschaft Remstal 1956            |              | 1956      |            |                                               | |
| Marine-Verein Stuttgart 1899                |              | 1899      |            | www.marineverein.de                           | Der Verein besitzt eigene Segel- und Ruderboote, betreibt auch Schiffsmodellbau und Amateurfunk; Vereinsheim am Max-Eyth-See     |
| Marinekameradschaft Konstanz von 1902       |              | 1902/1956 | 50         | www.mk-konstanz.de                            | Vereinsheim mit Gastronomie |
| Marine-Kameradschaft Villingen-Schwenningen |              |           |            |                                               | |
| Marinekameradschaft Ludwigsburg 1934        |              | 1934      |            |                                               | |
| Marine-Kameradschaft Freiburg von 1911      |              | 1911      |            | www.mk-freiburg.de                            | |
| Marinekameradschaft Albstadt-Ebingen        |              | 1923      |            | www.mk-albstadt-ebingen.de                    | hat eigenen Shantychor; |
| Marinekameradschaft Hockenheim 1935         | „Seydlitz“   | 1935      | 87 (2015)  | www.mk-hockenheim.de                          | |
| Marinekameradschaft Rems-Murr-Kreis 1984    |              | 1984      |            |                                               | |
| Marinekameradschaft Heilbronn a. N.         |              | 1912      |            |                                               | |
| Marinekameradschaft Aulendorf               |              |           |            | www.marinechoraulendorf.com                   | Der eigene Chor steht im Mittelpunkt des Vereinslebens.                                                                          |
| Marineverein Heidenheim                     |              |           |            |                                               | |
| Marinekameradschaft Rottenburg              |              | 1923      | 109 (2015) | www.marinekameradschaft-rottenburg.de         | Shanty-Chor mit 52 Sängern und Musikern; eigenes Marine-Heim.                                                                    |
| Marinekameradschaft Esslingen a. N. 1911    | „Tsingtau“   | 1911      | 46 (2021)  | www.marinekameradschaft-tsingtau-esslingen.de | Unterhält Shanty-Chor, der 2014 eine Reise nach Qingdao unternahm; hat mit dem „Tsingtau-Keller“ ein eigenes Kameradschaftsheim. |

### Landesverband Bayern
| Name                                        | Namenszusatz     | gegründet | Mitglieder  | Website                            | Bemerkungen                                                                |
| ------------------------------------------- | ---------------- | --------- | ----------- | ---------------------------------- | -------------------------------------------------------------------------- |
| Marinekameradschaft Amberg                  | „Windrose“       | 2008      |             | www.amberg.marine-kameradschaft.de |                                                                            |
| Marinekameradschaft Aschaffenburg von 1924  |                  | 1924      |             |                                    |                                                                            |
| Marinekameradschaft 1903 Bamberg            |                  | 1903      |             | www.marine-bamberg.de              |                                                                            |
| Marinekameradschaft Burgkunstadt            |                  |           |             |                                    |                                                                            |
| Marinekameradschaft Coburg                  | „Admiral Scheer“ |           |             |                                    |                                                                            |
| Marinekameradschaft Dingolfing und Umgebung |                  |           |             | MK–Dingolfing                      | eigener Shanty Chor                                                        |
| Marinekameradschaft Freilassing             |                  |           |             |                                    |                                                                            |
| Marinekameradschaft Forchheim               |                  |           |             |                                    |                                                                            |
| Marine-Verein Hof von 1906                  |                  | 1906/1954 | >100 (2021) | www.marineverein-hof.de            | eigenes Vereinsheim, eigene Bootshalle für Segelboote, eigener Shanty Chor |
| Marinekameradschaft Ingolstadt              |                  | 1894      |             | www.marine-ingolstadt.de           | eigenes Marineheim                                                         |
| Marinekameradschaft Kelheim                 |                  | 1956      |             | MK–Kelheim                         | Marineheim und Shantychor                                                  |
| Marinekameradschaft Kronach                 |                  | 1925      |             |                                    |                                                                            |
| Marinekameradschaft München von 1890        |                  | 1890      |             | www.mk-muenchen.de                 | eigenes Marineheim                                                         |
| Marinekameradschaft Neumarkt/Opf.           |                  |           |             |                                    |                                                                            |
| Marinekameradschaft Neustadt/Coburg         | „Flottenverein“  |           |             |                                    | eigener Shanty Chor                                                        |
| Marinekameradschaft Nürnberg                | MK Treue         | 1890      |             |                                    | Seit 1979: Seemanns-Chor Nürnberg e.V.                                     |
| Marinekameradschaft Passau                  |                  | 1923      |             | www.marine-passau.de               |                                                                            |
| Marinekameradschaft Pegnitz                 |                  |           |             |                                    |                                                                            |
| Marinekameradschaft Regen / Viechtach       |                  |           |             | MK–Regen-Viechtach                 |                                                                            |
| Marinekameradschaft Regensburg              |                  |           |             |                                    |                                                                            |
| Marinekameradschaft Simbach am Inn          |                  | 1926/1960 |             | MK–Simbach                         | eigenes Marineheim wöchentlicher Marinestammtisch                          |
| Marinekameradschaft Straubing               |                  |           |             | MK–Straubing                       |                                                                            |
| Marinekameradschaft Traunstein              |                  | 1923      |             |                                    |                                                                            |
| Marinekameradschaft Weiden in der Oberpfalz |                  |           |             |                                    |                                                                            |
| Marinekameradschaft Würzburg                | „Admiral Scheer“ | 1899/1954 |             | www.mk-wuerzburg.de                | Marineheim, Shanty Chor                                                    |

### Landesverband Berlin-Brandenburg
| Name                                         | Namenszusatz | gegründet | Mitglieder | Website | Bemerkungen |
| -------------------------------------------- | ------------ | --------- | ---------- | ------- | ----------- |
| Marinekameradschaft Rathenow                 |              | 1909/1998 |            |         |             |
| Marinekameradschaft Berlin                   |              | 1886      |            |         |             |
| Marinekameradschaft Berlin- Köpenick         |              | 1990      |            |         |             |
| Freundeskreis Einsatzgruppenversorger Berlin |              |           |            |         |             |

### Landesverband Heide
| Name                                       | Namenszusatz  | gegründet | Mitglieder | Website            | Bemerkungen        |
| ------------------------------------------ | ------------- | --------- | ---------- | ------------------ | ------------------ |
| Marinekameradschaft Burgdorf               |               | 1937/1958 |            | www.mk-burgdorf.de | eigenes Marineheim |
| Marinekameradschaft Hitzacker und Umgebung |               |           |            |                    |                    |
| Marinekameradschaft Lüneburg und Umgebung  |               |           |            |                    |                    |
| Marinekameradschaft Meinersen und Umgebung | „Gorch Fock“  |           |            |                    |                    |
| Marinekameradschaft Munster                |               |           |            |                    |                    |
| Marinekameradschaft Soltau                 | „Scharnhorst“ |           |            |                    |                    |

### Landesverband Hessen
| Name                                           | Namenszusatz      | gegründet | Mitglieder | Website                               | Bemerkungen |
| ---------------------------------------------- | ----------------- | --------- | ---------- | ------------------------------------- | --- |
| Marinekameradschaft Bad Arolsen und Umgebung   |                   |           |            |                                       | |
| Marinekameradschaft Bad Camberg                |                   | 1971      | 27 (2021)  | www.marinekameradschaft-badcamberg.de | eigenes Vereinsheim |
| Marinekameradschaft Bad Hersfeld von 1920      |                   | 1920/1952 |            | www.mkhef.de                          | eigenes Bootshaus mit Vereinsheim, eigener Shanty Chor                                                                         |
| Marinekameradschaft Bad Homburg v. d. H.       | „Graf Spee“       |           |            |                                       | |
| Marinekameradschaft Bad Nauheim                |                   |           |            |                                       | |
| Marinekameradschaft Bad Wildungen              |                   |           |            |                                       | |
| Marinekameradschaft Borken und Umgebung        | „Wolfgang Zenker“ |           | 88 (2021)  | www.mkborken.de                       | Das ehemalige Küstenwachboot KW 18 wurde von der Marinekameradschaft übernommen und liegt im Singliser See. Eigenes Bootshaus. |
| Marine-Verein Darmstadt und Umgebung           |                   | 1899      |            | www.marineverein-darmstadt.de         | |
| Marinekameradschaft Eschwege von 1913          |                   | 1913      |            |                                       | |
| Marinekameradschaft Flörsheim/Main 1978        |                   | 1978      |            |                                       | |
| Marinekameradschaft Frankfurt am Main von 1895 |                   | 1895      |            |                                       | |
| Marine-Kameradschaft-Fulda                     |                   | 1953      | 70 (2020)  | www.mk-fulda.de                       | Eigenes Bootshaus, Shanty Chor                                                                                                 |
| Marine-Verein-Gießen 1892                      |                   | 1892/1952 |            | www.marineverein-giessen.de           | Eigenes Vereinshaus mit Restaurant, Boote (auch im Verleih) mit einer Sportbootgruppe                                          |
| Marinekameradschaft Herborn                    |                   | 1951      |            | www.marinekameradschaft-herborn.de    | Shanty Chor |
| Marinekameradschaft Kinzigtal Mitte            |                   |           |            |                                       | |
| Marinekameradschaft Limburg an der Lahn        |                   |           |            | www.mk-limburg.de                     | |
| Marine Verein 1889 Mainz                       |                   | 1889      |            | www.marine-verein-mainz.de            | eigenes Vereinsheim |
| Marinekameradschaft Oberursel                  |                   | 1930      | 28 (2020)  | www.marinekameradschaft-oberursel.de  | eigenes Vereinsheim, Segelboote und ein ausgemustertes V-Boot der Marine verfügbar                                             |
| Marineverein Offenbach von 1906                |                   |           |            |                                       | |
| Marinekameradschaft Wanfried                   |                   |           |            |                                       | |
| Marinekameradschaft Wetzlar                    |                   | 1925/1953 | 79 (2019)  | www.marinekameradschaft-wetzlar.de    | eigenes Vereinsheim, eigener Shanty Chor. Partnerschaft mit der „Royal Naval Association“ Colchester.                          |
| Marinekameradschaft Wiesbaden von 1896         |                   | 1896      |            | www.marinekameradschaft-wiesbaden.de  | eigenes Vereinsheim „Gorch Fock Heim“                                                                                          |

### Landesverband Mecklenburg-Vorpommern
| Name                                                  | Namenszusatz | gegründet | Mitglieder | Website                 | Bemerkungen                              |
| ----------------------------------------------------- | ------------ | --------- | ---------- | ----------------------- | ---------------------------------------- |
| Marinekameradschaft Hansestadt Stralsund v. 1892/1991 |              | 1892/1991 |            | www.mk-stralsund.de     |                                          |
| Marinekameradschaft Peenemünde und Umgebung von 1991  |              | 1991      |            | www.mk-peenemünde.de    | bietet Kuttersegeln und Schiffsmodellbau |
| Segelkameradschaft Waren/Müritz                       |              |           |            | www.mueritz-sailing.com | Schwerpunkt Segelausbildung              |

### Landesverband Nord
| Name                                                           | Namenszusatz       | gegründet | Mitglieder | Website                            | Bemerkungen |
| -------------------------------------------------------------- | ------------------ | --------- | ---------- | ---------------------------------- | --- |
| Marinekameradschaft Büsum                                      |                    |           |            |                                    | |
| Marineverein Eckernförde                                       |                    |           |            |                                    | |
| Marinekameradschaft Elmshorn von 1927                          | „Stammback Neptun“ | 1927      |            | www.mk-elmshorn.de                 | bietet monatliche Schießabende an |
| Marineverein der Insel Fehmarn von 1910                        |                    | 1910      |            |                                    | |
| Maritime Vereinigung Flensburger Förde (MVFF)                  |                    |           |            | www.mvff-flensburg.de              | monatliche Treffen im Offizierheim Offizierheim Flensburg-Mürwik |
| Marinekameradschaft Hallig Hooge                               |                    |           |            |                                    | |
| Marinekameradschaft Deutscher Marineverein von 1877 zu Hamburg |                    | 1877      |            |                                    | |
| Marinekameradschaft Hamburg-Harburg von 1897                   |                    | 1897      | 37 (2021)  | www.marinekameradschaft-harburg.de | veranstaltet jährlich den „Internationalen Ball der Seefahrt“ Nach einigen Absagen, die der COVID-19 Pandemie geschuldet waren, musste der Ball im Jahr 2023 wegen Personalknappheit bei der MK abgesagt werden. |
| Marinekameradschaft Schlachtschiff „Bismarck“                  |                    |           |            |                                    | |
| Marinekameradschaft Heide von 1924                             |                    | 1924      |            |                                    | |
| Marinekameradschaft Helgoland                                  |                    |           |            |                                    | |
| Marinekameradschaft Kiel von 1914                              |                    | 1914/1953 |            | www.mkkiel.de                      | eigenes Vereinsheim; unterhält Partnerschaft zur Royal Naval Association in Newport/Shropshire, England |
| Marinejugend Kieler Förde                                      |                    |           |            |                                    | |
| Marinekameradschaft Laboe von 1904                             |                    | 1904/1954 | 77 (2020)  | www.marinekameradschaft-laboe.de   | |
| Marinekameradschaft Lütjenburg von 1965                        |                    | 1965      | 51 (2021)  | www.mk-luetjenburg.de              | eigenes Vereinsheim „Kajüte“ |
| Marinekameradschaft Oldenburg/Holstein von 1922                |                    | 1922      |            |                                    | |
| Marinekameradschaft Minensuch-Kameradschaft Hamburg            |                    |           |            |                                    | |
| Marinekameradschaft Neustadt in Holstein                       |                    |           |            |                                    | |
| Marinekameradschaft Plön von 1995                              |                    | 1995      |            |                                    | |
| Marinekameradschaft Preetz von 1936                            |                    | 1936      |            |                                    | |
| Marinekameradschaft Ratzeburg und Umgebung von 1925            |                    | 1925      |            | www.marineverein-rz.de             | |
| Marinekameradschaft Rendsburg und Umgebung von 1894            |                    | 1894      |            |                                    | |
| Marinekameradschaft „Marinefliegergeschwader 1“ Kropp 1991     |                    | 1991      |            |                                    | |
| Marinekameradschaft Sylt                                       |                    |           |            |                                    | |
| Marinekameradschaft Freundeskreis U 995                        |                    |           |            |                                    | |

### Landesverband Nordrhein
| Name                                                                                    | Namenszusatz         | gegründet | Mitglieder | Website                                  | Bemerkungen                                                                |
| --------------------------------------------------------------------------------------- | -------------------- | --------- | ---------- | ---------------------------------------- | -------------------------------------------------------------------------- |
| Marinekameradschaft Aldenhoven                                                          |                      | 1956      |            | www.mk-aldenhoven.jimdo.com              | eigenes Vereinsheim                                                        |
| Marinekameradschaft Bonn-Duisdorf                                                       | „Eisbrecher Stettin“ | 1983      | 70 (2021)  | www.mk-eisbrecher-stettin.de             | eigenes Vereinsheim „Eisbär“                                               |
| Marinekameradschaft Bonn von 1898                                                       |                      | 1898      |            | www.marine-bonn.de                       |                                                                            |
| Marinekameradschaft Bottrop                                                             |                      |           | ≈25 (2021) | www.marinekameradschaft-bottrop.de       | eigene Ruder- und Motorkutter                                              |
| Marinekameradschaft Daun                                                                |                      |           |            |                                          |                                                                            |
| Marinekameradschaft Duisburg-Ruhrort                                                    | „Admiral Scheer“     |           |            |                                          |                                                                            |
| Marinekameradschaft Essen-Kupferdreh und Umgebung von 1912, Marine-Regatta-Verein Essen |                      | 1912      |            | www.mrv-essen.com                        | eigene Segelboote auf dem Baldeneysee                                      |
| Marinekameradschaft Euskirchen                                                          |                      | 1927/1957 | 31 (2004)  | www.mk-eu.de                             | Kooperation mit der Reservistenarbeitsgemeinschaft (RAG) Marine Euskirchen |
| Marinekameradschaft Frechen von 1928                                                    |                      | 1928      |            |                                          |                                                                            |
| Marinekameradschaft Homberg von 1898                                                    |                      | 1898      |            |                                          |                                                                            |
| Marinekameradschaft Köln                                                                | „Leuchtturm“         |           |            |                                          |                                                                            |
| Marinekameradschaft Langenberg 1928                                                     |                      | 1928      |            |                                          |                                                                            |
| Marinekameradschaft Moers                                                               | „Admiral von Lans“   |           |            |                                          |                                                                            |
| Marinekameradschaft Mönchengladbach 1894                                                |                      | 1894      |            |                                          |                                                                            |
| Marinekameradschaft Mülheim a.d. Ruhr                                                   | „KORMORAN“           |           |            | www.mkmuelheim.de                        | eigener Shanty Chor                                                        |
| Marinekameradschaft Marine Chor Neuss                                                   |                      | 1979      |            | www.marine-chor-neuss.de                 |                                                                            |
| Marinekameradschaft Ratingen 1928                                                       | „Admiral Graf Spee“  | 1928/1952 |            | www.marinekameradschaft-adm-graf-spee.de |                                                                            |
| Marinekameradschaft Remscheid von 1895                                                  |                      | 1895      |            |                                          |                                                                            |
| Marinekameradschaft Rheydt und Umgebung von 1899                                        |                      | 1899      |            |                                          |                                                                            |
| Marinekameradschaft Solingen 1910                                                       |                      | 1910      |            |                                          |                                                                            |
| Marinekameradschaft Velbert 1912                                                        |                      | 1912      |            |                                          |                                                                            |
| Marinekameradschaft Wesel                                                               |                      |           |            |                                          |                                                                            |
| Marinekameradschaft Wuppertal                                                           | „Gorch Fock“         |           |            |                                          |                                                                            |

### Landesverband Nordsee
| Name                                                            | Namenszusatz          | gegründet | Mitglieder | Website                        | Bemerkungen                                                                |
| --------------------------------------------------------------- | --------------------- | --------- | ---------- | ------------------------------ | -------------------------------------------------------------------------- |
| Marinekameradschaft Insel Borkum                                |                       |           |            |                                |                                                                            |
| Marinekameradschaft Cloppenburg                                 |                       |           |            |                                |                                                                            |
| Marinekameradschaft Emden von 1905                              |                       | 1905      |            |                                |                                                                            |
| Marinekameradschaft Horumersiel                                 | „Panzerkreuzer YORCK“ |           |            |                                |                                                                            |
| Marinekameradschaft Nordenham von 1908                          |                       | 1908/1953 | 22 (2019)  | www.mk-nordenham.de            | bietet Schulung für den Erwerb des Sportbootführerscheins an               |
| Marinekameradschaft Verden/Aller von 1954                       |                       | 1954      |            |                                |                                                                            |
| Marinekameradschaft Westerstede                                 |                       |           |            |                                |                                                                            |
| Marinekameradschaft Wilhelmshaven von 1894                      |                       | 1894      | 187 (2019) | www.mk-wilhelmshaven1894.de    | eigenes Heimschiff „ARCONA“                                                |
| Bordkameradschaft Segelschulschiff „Gorch Fock“                 |                       | 1987      | 292 (2013) | www.gorchfock.de               | Die Bordkameradschaft trifft sich jedes Jahr zur Kieler Woche in Kiel      |
| Marinekameradschaft Bordgemeinschaft Fregatte Braunschweig F225 |                       | 2022      | 32 (2023)  | www.fregatte-braunschweig.info | regelmäßige Treffen sowie Pönex auf dem Heimschiff ARCONA in Wilhelmshaven |

### Landesverband Saar-Obermosel
| Name                                               | Namenszusatz   | gegründet | Mitglieder | Website                    | Bemerkungen |
| -------------------------------------------------- | -------------- | --------- | ---------- | -------------------------- | --- |
| Marinekameradschaft Bexbach                        | „Scharnhorst“  |           |            |                            | |
| Marinekameradschaft Zerstörer Lütjens Dudweiler    |                | 1956      | 85 (2021)  | www.mk-dudweiler.de        | eigenes Vereinsheim |
| Marinekameradschaft „Untere Saar“ Dillingen/Saar   |                |           |            |                            | |
| Marinekameradschaft „Scharnhorst“ Elversberg       |                |           |            |                            | |
| Marinekameradschaft Heusweiler                     |                | 1891/1957 | 51 (2021)  | www.mk-heusweiler.de       | eigenes Motorboot STÖRTEBEKER HEUSWEILER für bis zu 15 Personen; Sportbootführerscheinschulungen                                                  |
| Marinekameradschaft Homburg                        |                |           |            |                            | |
| Marinekameradschaft „SSS PASSAT“ Nordsaar          |                | 1991      | 27 (2021)  | www.shantychor-nordsaar.de | reiner Shanty Chor |
| Marinekameradschaft Landsweiler-Reden und Umgebung |                |           |            |                            | |
| Marinekameradschaft „Thetis“ Saarlouis Roden       |                |           |            |                            | |
| Marine-Verein Trier und Umgebung 1903              |                | 1903      |            |                            | |
| Marinekameradschaft Zweibrücken von 1990           | „Teddy Suhren“ | 1990      | >90 (2021) | www.mk-zweibruecken.de     | Partnerschaften mit der „Amicale des MARINS et Cols Bleus du Boulonnais et environs“ in Boulogne-sur-Mer und der „Amicale de la Marine Sarralbe“. |

### Landesverband Sachsen
| Name                                          | Namenszusatz | gegründet | Mitglieder | Website                 | Bemerkungen |
| --------------------------------------------- | ------------ | --------- | ---------- | ----------------------- | ----------- |
| Marinejugend Bautzen                          |              |           |            |                         |             |
| Marinekameradschaft Bautzen                   |              |           |            |                         |             |
| Marinekameradschaft Dresden von 1896 e.V.     |              |           |            | MK-Dresden              |             |
| Marinekameradschaft Görlitz/Niesky            |              |           |            |                         |             |
| Marineclub Lauenhain                          |              |           |            |                         |             |
| Marinekameradschaft Plauen Vogtland 1899 e.V. |              | 1899      |            | MK-Plauen/Vogtland      |             |
| Marinekameradschaft Sachsen-Mitte             |              |           |            |                         |             |
| Seesportclub Zwickau                          |              |           |            | MK-Seesportclub Zwickau |             |
| Marinekameradschaft Werdau                    |              |           |            |                         |             |

### Landesverband Sachsen-Anhalt
| Name                                                     | Namenszusatz             | gegründet | Mitglieder | Website                                 | Bemerkungen |
| -------------------------------------------------------- | ------------------------ | --------- | ---------- | --------------------------------------- | ----------- |
| Marinekameradschaft Eisleben von 1896/1993               |                          | 1896/1993 |            |                                         |             |
| Marinekameradschaft und Shantychor Gardelegen            |                          |           |            |                                         |             |
| Marinekameradschaft Haldensleben                         |                          |           |            |                                         |             |
| Marinekameradschaft Helbra und Umgebung 1926             | „Graf Spee“              | 1926      |            |                                         |             |
| Marinekameradschaft Köthen Anhalt                        |                          | 1902/1992 |            | www.koethen.marine-kameradschaft.de     |             |
| Marinevereinigung Magdeburg von 1894/1991                |                          | 1894/1991 |            | www.mvmagdeburg.marine-kameradschaft.de |             |
| Marinekameradschaft Merseburg                            |                          | 1904      |            | www.mk-merseburg.de                     |             |
| Marinekameradschaft Naumburg und Umgebung 1905           | „Gorch Fock“             | 1905      |            |                                         |             |
| Marinekameradschaft Roßlau                               |                          |           |            |                                         |             |
| Marinekameradschaft Salzwedel und Umgebung von 1914/1991 |                          | 1914/1991 |            |                                         |             |
| Marinekameradschaft Staßfurt                             |                          |           |            |                                         |             |
| Marinekameradschaft Tangerhütte                          |                          |           |            |                                         |             |
| Marinekameradschaft Tangermünde von 1904                 |                          | 1904      |            |                                         |             |
| Marinekameradschaft Ummendorf und Umgebung               |                          |           |            |                                         |             |
| Marinekameradschaft Querfurt                             | „Alexander von Humboldt“ |           |            |                                         |             |
| Marinekameradschaft Zerbst                               |                          | 1911/1990 |            | www.mkzerbst.de                         |             |

### Landesverband Süd-Niedersachsen
| Name                                                 | Namenszusatz                  | gegründet | Mitglieder | Website                               | Bemerkungen |
| ---------------------------------------------------- | ----------------------------- | --------- | ---------- | ------------------------------------- | --- |
| Marinevereinigung Braunschweig von 1893              |                               | 1893      | 37 (2021)  |                                       | |
| Marinejugend Braunschweig                            |                               |           | 39 (2021)  |                                       | |
| Marinekameradschaft Clausthal-Zellerfeld             |                               | 1937/1953 | 45 (2021)  | www.mk-clz.de                         | eigener Shanty Chor, eigenes Vereinsheim                                                                         |
| Marinekameradschaft Göttingen                        |                               | 1902/1951 | 126 (2021) | www.mk-goettingen.de                  | eigener Shanty Chor                                                                                              |
| Marinekameradschaft Hameln                           |                               | 1890      | 243 (2021) | www.marinekameradschaft-hameln.de     | Vereinsheim ist das ehemalige Minensuchboot Pluto (M1092) der Schütze Klasse (Bundesmarine). Eigener Shanty Chor |
| Marinekameradschaft Hann. Münden                     |                               |           | 11 (2021)  |                                       | |
| Marinekameradschaft Hannover von 1898                | „Prinz Adalbert von Preussen“ | 1898/1953 | 18 (2021)  | www.marinekameradschaft-hannover.de   | Vereinsschiff im Yachthafen Hannover-List                                                                        |
| Marinekameradschaft Bad Harzburg                     |                               | 1968      |            | www.mk-badharzburg.de                 | eigenes Vereinsheim                                                                                              |
| Marinekameradschaft Helmstedt                        | „Von der Tann“                |           | 28 (2021)  |                                       | |
| Marinekameradschaft Hildesheim und Umgebung von 1910 |                               | 1910      | 67 (2021)  | www.marinekameradschaft-hildesheim.de | |
| Marineverein Holzminden                              |                               |           |            |                                       | eigenes Vereinsheim                                                                                              |
| Marinekameradschaft Kreiensen und Umgebung           | „Admiral von Hipper“          |           | 69 (2021)  |                                       | |
| Marinekameradschaft Oker                             |                               | 1952      | 72 (2021)  | www.mk-oker.npage.de                  | |
| Marinekameradschaft Salzgitter                       |                               |           | 61 (2021)  | www.marinekameradschaft-Salzgitter.de | eigenes Vereinsheim, eigener Shanty Chor                                                                         |

### Landesverband Südwest
| Name                                             | Namenszusatz      | gegründet | Mitglieder | Website                                          | Bemerkungen                                                                                               |
| ------------------------------------------------ | ----------------- | --------- | ---------- | ------------------------------------------------ | --- |
| Marinekameradschaft Alzey 1892                   |                   | 1892      |            |                                                  | |
| Marinekameradschaft Andernach                    | „Admiral Hipper“  |           |            |                                                  | |
| Marinekameradschaft Bad Ems                      |                   | 1956      | 43 (2013)  | https://marinekameradschaftbadems.wordpress.com/ | eigener Shanty Chor                                                                                       |
| Marinekameradschaft Bingen und Umgebung von 1900 |                   | 1900      |            |                                                  | |
| Marinekameradschaft Bitburg                      |                   |           |            |                                                  | |
| Marinekameradschaft Frankenthal                  | „KKpt. Dr. Brill“ |           |            |                                                  | |
| Marinekameradschaft Haßloch und Umgebung         |                   |           |            |                                                  | |
| Marinekameradschaft 1892 (Kaiserslautern)        |                   | 1892/1954 |            | www.marinekameradschaft1892.de                   | eigenes Vereinsheim                                                                                       |
| Marinekameradschaft Koblenz von 1896             |                   | 1896/1963 |            | www.marinekameradschaft-koblenz.de               | Partnerschaftlich verbunden mit der Amicale de la Marine de Dijon                                         |
| Marinekameradschaft Lahnstein                    | „Admiral Mischke“ | 1912/1953 | >70 (2021) | www.shantychor-lahnstein.de                      | Partnerschaftlich verbunden mit der Amicale de la Marine in Beaune; auch Shanty Chor; eigenes Vereinsheim |
| Marinekameradschaft Rheindürkheim                |                   |           |            |                                                  | |
| Maritimer Verein „Rhein-Hunsrück“                |                   |           |            | www.mv-rheinhunsrueck.de                         | |

### Landesverband Thüringen
| Name                                           | Namenszusatz           | gegründet | Mitglieder | Website                             | Bemerkungen         |
| ---------------------------------------------- | ---------------------- | --------- | ---------- | ----------------------------------- | ------------------- |
| Marineverein Eichsfeld                         |                        | 1908/1995 |            |                                     |                     |
| Marinekameradschaft Erfurt 1886/1992           |                        | 1886/1992 |            | www.marinekameradschaft-erfurt.de   | eigener Shanty Chor |
| Marinekameradschaft Gotha                      |                        | 1903/1992 |            |                                     |                     |
| Marinekameradschaft Ilmenau-Arnstadt 1900/1992 | „SMS Thüringen“        | 1900/1992 |            | www.mk-ilm-arn.de                   |                     |
| Marineverein Erfurt                            |                        | 2015      |            |                                     |                     |
| Marineverein Mühlhausen/Thüringen und Umgebung |                        | 1892/1993 |            | www.marineverein-mühlhausen-thür.de |                     |
| Marinekameradschaft Westthüringen              | Segelschulschiff Pamir | 1991      |            |                                     |                     |

### Landesverband Westfalen
| Name                                               | Namenszusatz    | gegründet | Mitglieder  | Website                           | Bemerkungen                                               |
| -------------------------------------------------- | --------------- | --------- | ----------- | --------------------------------- | --------------------------------------------------------- |
| Marinekameradschaft Bad Oeynhausen                 |                 |           |             |                                   |                                                           |
| Marineverein Bielefeld von 1897                    |                 | 1897      | >100 (2021) | www.marineverein-bielefeld.de     | eigenes Vereinsheim; eigener Shanty Chor; Bootsausbildung |
| Marinekameradschaft Bockum-Hövel                   |                 |           |             |                                   |                                                           |
| Marinekameradschaft Bünde von 1900                 |                 | 1900      |             | www.marinekameradschaft-buende.de | eigener Shanty Chor, Bootshaus, Vereinsheim               |
| Marinekameradschaft Coesfeld                       |                 |           |             |                                   |                                                           |
| Marinekameradschaft Datteln und Umgebung           |                 |           |             |                                   |                                                           |
| Marinekameradschaft Dortmund 1890                  |                 | 1890      |             |                                   |                                                           |
| Marinekameradschaft Gladbeck von 1907              |                 | 1907      | ≈100 (2010) | www.mkgladbeck.de                 |                                                           |
| Marinekameradschaft Hagen von 1892                 |                 | 1892      |             |                                   |                                                           |
| Marinekameradschaft Hamm von 1898                  |                 | 1898      |             |                                   |                                                           |
| Marinekameradschaft Hattingen u. Umgebung von 1901 |                 | 1901      |             |                                   |                                                           |
| Marinekameradschaft Heessen                        |                 |           |             |                                   |                                                           |
| Marinekameradschaft Hemer                          |                 |           |             |                                   |                                                           |
| Marinekameradschaft Herford                        | „Otto Weddigen“ |           |             |                                   |                                                           |
| Marinekameradschaft Herne von 1897                 |                 | 1897      |             |                                   |                                                           |
| Marinekameradschaft Herten/Westerholt 1908         |                 | 1908      |             | www.mk-herten-westerholt.de       | mit Shanty Chor fusioniert                                |
| Marine-Verein Iserlohn von 1902                    |                 | 1902      |             |                                   |                                                           |
| Marinekameradschaft Kamen-Bergkamen                |                 |           |             |                                   |                                                           |
| Marinekameradschaft Lendringsen                    |                 |           |             |                                   |                                                           |
| Marinekameradschaft Linden-Dahlhausen              |                 | 1903/1848 |             | www.mk-linden-dahlhausen.de       |                                                           |
| Marinekameradschaft Lippstadt                      |                 |           |             |                                   |                                                           |
| Marinekameradschaft Lüdinghausen                   |                 |           |             |                                   |                                                           |
| Marinekameradschaft Marl - Hüls                    |                 |           |             |                                   |                                                           |
| Marinekameradschaft Minden                         |                 |           |             |                                   |                                                           |
| Marinekameradschaft Paderborn von 1896             |                 | 1896      |             |                                   |                                                           |
| Marinekameradschaft Rahden                         |                 |           |             | www.mk-rahden.de                  |                                                           |
| Marinekameradschaft von 1907 Siegerland            |                 | 1907      |             | www.mk-siegerland.de              |                                                           |
| Marinekameradschaft Unna                           |                 |           |             |                                   |                                                           |
| Marinekameradschaft Werdohl-Neuenrade              |                 |           |             |                                   |                                                           |
| Marinekameradschaft Wickede (Ruhr)                 |                 |           |             |                                   |                                                           |

## Marine-Regatta-Verein
Stützpunkte:
- Bielefeld
- Essen-Kupferdreh
- Gladbeck
- Hannover
- Hof
- Konstanz
- Neuss
- Peenemünde
- Salzgitter
- Starnberg
- Stuttgart
- Waren-Müritz

## Shanty-Chöre

### Baden-Württemberg
| Aulendorf                                         |
| Eberbach                                          |
| MK Albstadt-Ebingen und Umgebung                  |
| Shanty-Chor der MK „Tsingtau“ Esslingen a.N. 1911 |
| Marinechor Heilbronn                              |
| Seemannschor Hockenheim                           |
| ShantychorRottenburg                              |
| Shanty-Chor Villingen-Schwenningen und Umgebung   |

### Bayern
| Marinechor „Blaue Jungs“ Bamberg         |
| Dingolfing                               |
| Shanty-Chor „Die Regnitzmöwen“ Forchheim |
| Hof                                      |
| Kelheim                                  |
| Neustadt/Coburg Shanty-Chor „Seehunde“   |
| Würzburg                                 |

### Heide
| Shanty-Chor Soltau |

### Hessen
| Shanty-Chor Bad Hersfeld           |
| Shanty-Crew-Fulda                  |
| Herborn                            |
| Offenbach                          |
| Wetzlar Shanty Chor „Achtern Diek“ |

### Nord
| Rendsburg                      |
| Shanty-Chor „Windrose “Hamburg |

### Nordrhein
| „BONNER SHANTY - CHOR“ |
| Frechen                |
| Mülheim a.d.R.         |
| Marine Chor Neuss      |
| Remscheid              |
| Velbert                |

### Nordsee
| „Die Knurrhähne“ Cloppenburger Shanty-Chor |
| Oyten                                      |
| Westerstede                                |
| Wilhelmshaven                              |

### Saar-Obermosel
| Landsweiler-Reden und Umgebung       |
| Neunkirchen                          |
| Shanty-Chor „Blaue Jungs“ Obere Bist |
| Shanty-Chor Zweibrücken              |

### Sachsen
| Plauen/Vogtland |

### Süd-Niedersachsen
| Marine Shanty-Chor Braunschweig |
| Clausthal-Zellerfeld            |
| Shanty-Chor Göttingen           |
| Hameln                          |
| Kreiensen                       |
| Shantychor Salzgitter           |

### Südwest
| Shanty-Chor Bad Ems „Die Lahntalmöwen“ |
| Haßloch/Pfalz                          |
| Lahnstein                              |

### Westfalen
| Shanty Chor Bielefeld              |
| Seemannschor „Die Knurrhähne“ Hamm |
| Shanty-Chor Bünde                  |
| Dattelner Hafenchor                |
| Shanty-Chor Dortmund               |
| Shanty-Chor Gütersloh              |
| Hagen                              |
| Iserlohn                           |
| Shantychor-Kamen-Bergkamen         |
| „Magelan “Shanty-Chor Paderborn    |
| Seemannschor Siegerland            |

## Besondere Gemeinschaften
| Bereich                             | Name                                                                                            | gegründet | Mitglieder | Website                                               | Bemerkungen |
| ----------------------------------- | ----------------------------------------------------------------------------------------------- | --------- | ---------- | ----------------------------------------------------- | ----------- |
| Schnellboot- & Tender-Fahrer        | Marinekameradschaft der Schnellboot- & Tender-Fahrer                                            |           |            | www.kameradschaft-der-schnellboot-und-tenderfahrer.de |             |
| Minensuch- und Minenjagdboot-Fahrer | Kameradschaft der Minensucher e.V. in der Marinekameradschaft Cuxhaven v. 1897 - „Admiral Ruge“ |           |            |                                                       |             |
| Amateurfunk                         | Arbeitsgemeinschaft Amateurfunk                                                                 |           |            |                                                       |             |